# مغارة تافوغالت
تقع مغارة تافوغالت أو مغارة الحمام ببلدة تافوغالت شمال المغرب الشرقي بإقليم بركان على بعد حوالي 55 كلم شمال غرب وجدة.

## طوبونيميا
تروي الحكايات المحلي أن الاسم الأمازيغي القديم للمغارة هو «إيفري أونجار» ويعني كهف النجار. وقد سميت بمغارة الحمام لأن المغارة تستقبل عدد مهم من الحمام الذين يستقرون بحفرها.

## تاريخ
انطلقت الحفريات الأثرية بهذا الموقع منذ سنة 1951 من طرف مجموعة من الباحثين الأجانب وذلك بتعاون مع المغرب، وقد أسفرت عن مجموعة من النتائج المهمة وأثبتت تعاقب مجموعة من الحضارات على الموقع وذلك منذ العصر الحجري القديم الأوسط. وتبقى أهم حضارة يعرف بها موقع تافوغالت هي الحضارة الإيبيروموريسية والتي أثبتت نتائج التأريخ تواجدها بالموقع بين 21.900 و 10.800 قبل الفترة الحالية.

## اكتشافات
يتميز هذا الموقع بأهمية الاكتشافات الأثرية والمتمثلة في مجموعة من الهياكل العظمية والأدوات الحجرية والعظمية وكذلك الحلي وبقايا عظام الحيوانات. وسمي الإنسان المكتشف باسم «إنسان تافوغالت». وقد اكتشف مؤخراً فريق من الباحثين مجموعة جديدة من الحلي تعتبر الأقدم في العالم.

### أقدم الحلي - ما بين 84 ألف سنة و85 ألف سنة
اكتشف فريق من الباحثين مجموعة جديدة من الحلي تعتبر الأقدم في العالم. وقال بيان لوزارة الثقافة المغربية إن فريقا علميا اكتشف حوالي 20 من الصدفيات البحرية التي استعملها الإنسان القديم كحلي، في إطار الأبحاث الأثرية التي يقوم بها المعهد الوطني لعلوم الآثار والتراث، بالتعاون مع معهد الآثار بجامعة أكسفورد البريطانية، وذلك خلال الفترة الممتدة من 24 مارس (آذار) إلى 24 أبريل (نيسان) 2008 داخل مستويات أركيولوجية يتراوح عمرها ما بين 84 ألف سنة و85 ألف سنة.
وبذلك تصبح هذه الحلي أكثر قدما من تلك التي تم اكتشافها عام 2003 بنفس الموقع، والتي اعتبرت آنذاك الأقدم في العالم، حيث نشرت نتائجها الأكاديمية الوطنية للعلوم بالولايات المتحدة سنة 2007.
وينتظر أن يساهم هذا الاكتشاف الجديد في حل الإشكالية المتعلقة بمكان وتاريخ ابتكار الحلي لأول مرة في تاريخ الإنسانية من طرف الإنسان القديم، وفي الوقت نفسه التوصل إلى فهم أكبر لقدراته الفكرية وتنظيمه الاجتماعي.
وأفاد بيان الوزارة بأن الفريق العلمي قام أيضا باكتشافات أخرى بالغة الأهمية بمغارة الحمام بتافوغالت، تتمثل في العثور على منطقة مخصصة لدفن الأطفال بلغ عددهم حتى الآن خمسة، ومؤرخة بحوالي 12 ألف سنة قبل الميلاد.

### أقدم الجينات - يبلغ عمرها 15 ألف سنة
قام فريق من الباحثين في 2018 باكتشاف أقدم جينات إنسان في أفريقيا اسمه العلمي «إنسان تافوغالت» L'Homme de Taforalt والتي يبلغ عمرها 15 ألف سنة.

## التراث العالمي
تمكن المغرب من تسجيل العديد من المواقع في لائحة التراث العالمي، ومن بينها مغارة تافوغالت الذي انضم إلى «قائمة مواقع التراث العالمي في المغرب» سنة 1995. ضمن الصنف الثقافي. وقد تم ادراجها مؤخرا ضمن تراث الايسيسكو (منظمة المؤتمر الإسلامي).

## معرض الصور

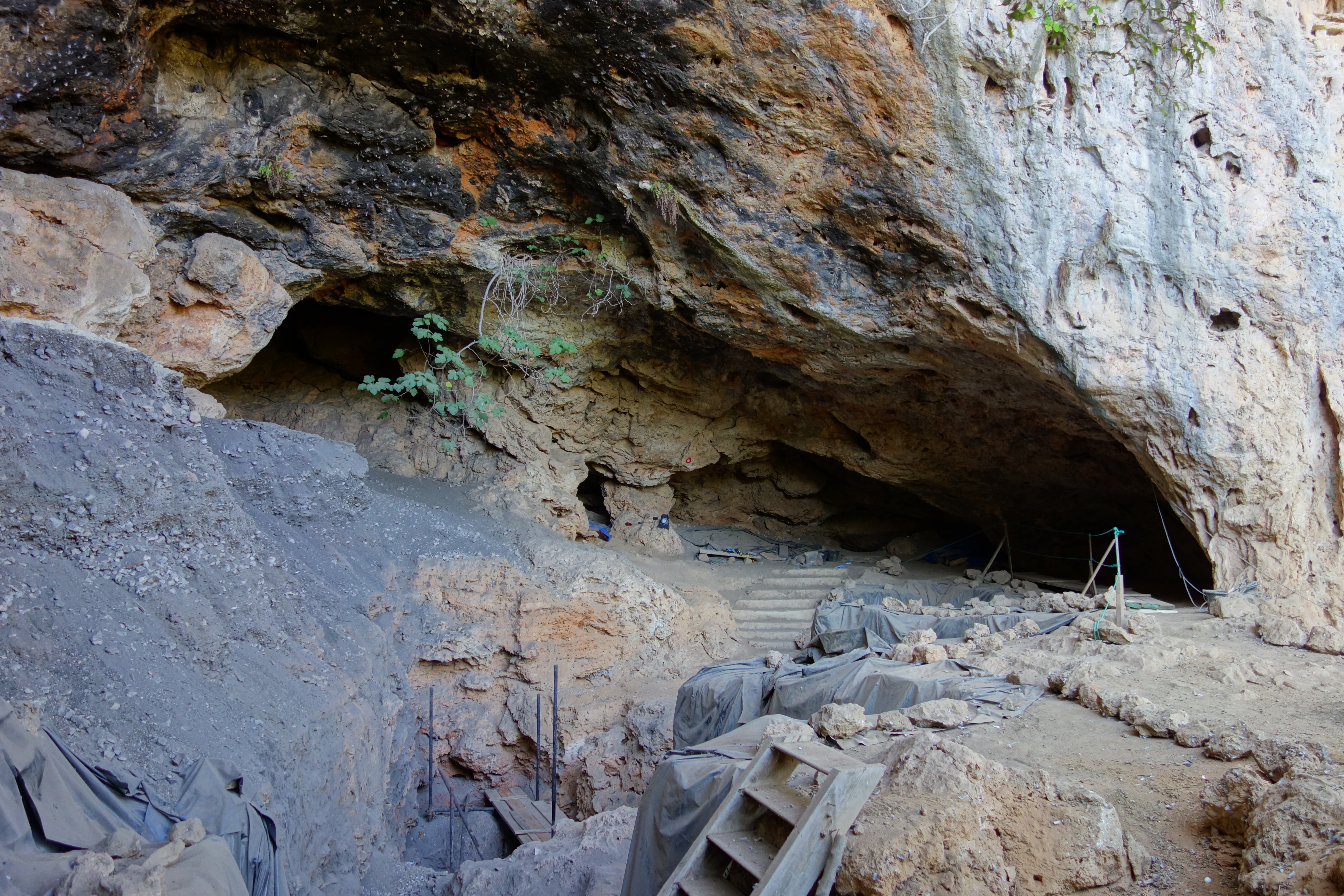
المغارة في سبتمبر 2017
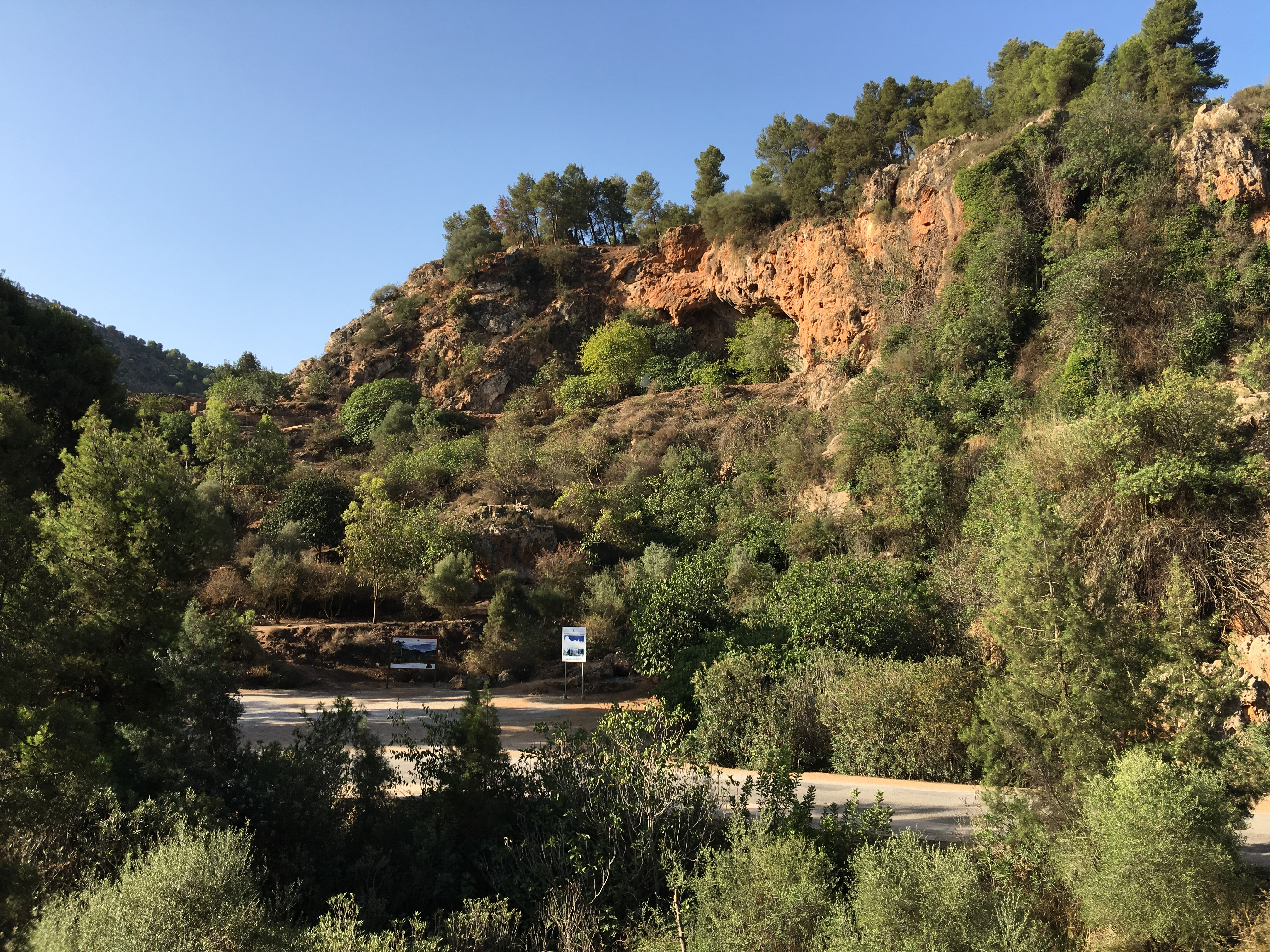
منظر مغارة تافوغالت

## وصلات خارجية
- الشرق الأوسط نسخة محفوظة 10 مايو 2008 على موقع واي باك مشين.